# Bernard Plossu
Bernard Plossu (* 26. února 1945) je francouzský fotograf původem z Vietnamu. Jeho práce se nacházejí ve sbírkách Muzea umění Houston a Center for Creative Photography, obojí v Tucsonu v Arizoně. Většinu jeho práce tvoří cestovní reportáže.

## Životopis
V letech 1951 až 1962 studoval Bernard Plossu v Paříži. S fotografováním začal velmi brzy: v roce 1958 odcestoval se svým otcem na Saharu, vybaven Kodak Brownie Flash, a v roce 1965 odjel do Mexika jako součást britské expedice fotografovat džungli Chiapas. Četné barevné zprávy následovaly mezi mayskými Indiány, v Kalifornii, na americkém západě, v Nevadě a na Středozápadě.
V roce 1970 vytvořil práci o Indii, kde jeho představa fotografie " urbanista “, který podobně jako surrealismus, ale méně romantickým způsobem, odhaluje intenzitu imanentní banalitě.
Plossu pokračoval v rozsáhlém cestování, produkoval četné barevné reportáže a v roce 1975 podnikl svou první cestu do Nigeru. Od té doby pořizoval pouze černobílé fotografie pořízené s ohniskovou vzdáleností 50 mm, aby se zařadil na okraj komerční fotografie. Účastnil se dobrodružství Contrejour s Claudem Norim, se kterým se seznámil u založení Cahiers de la Photographie s Gillesem Morou, Jeanem-Claudem Lemagnym a Denisem Rochem.
V roce 1978 se mu narodil syn Shane s Kathy Yountovou, kterou také pravidelně fotografoval. V roce 1983 začal malovat a spolupracovat s agenturou Fotowest.
Poté se v Toulouse seznámil s Françoise Nuñezovou, kterou mu představil Jean Dieuzaide a s níž se v roce 1986 oženil. Jeho druhý syn, Joaquim, se narodil v roce 1986 a jeho dcera, Manuela, v roce 1988.
V roce 1987, díky Francouzskému institutu v Neapoli, podnikl Plossu fotografický výlet na ostrov Stromboli (Liparské ostrovy). Následující rok se přestěhoval na Lipari Island s Françoise Nuñezovou, později se přidali další fotografové. Předtím vytvořil sérii snímků souostroví publikovaných společností Arte.
V letech 1987 až 1999 žil v Portugalsku. V letech 1998 a 1999 vystavoval dvakrát v Portugalském centru fotografie v Portu, v budově bývalého odvolacího soudu a poté věznice Porto, fotografie metropolitního regionu Porto a Portugalska, během výstav s názvem Porto a Pays de la Poésie, jehož výsledkem byly katalogy se stejným názvem.
V roce 2012 byla jeho cestě do Mexika v roce 1965 věnována výstava v Muzeu výtvarných umění a archeologie v Besançonu. Bylo vastaveno více než 200 fotografií, které odhalují setkání fotografa s fotografovaným objektem. Plossu prohlásil, že tento výlet mu umožnil najít svůj styl, vytvořit si svou vizi. Jeho momentky jsou tedy spíše osobními fotografiemi, jako jsou vzpomínky z cest, často bez popisků, pořízené při putování, aniž by se snažil cokoli odsoudit nebo ukázat.

## Výstavy

### Samostatné výstavy
- 1981: Onze photographies de Santa Fé, Rencontres d'Arles
- 1987: Bernard Plossu, Rencontres d'Arles
- 1988: Rétrospective, Musée national d'art moderne-Centre national d'art et de culture Georges-Pompidou, Paříž
- 1989: Musée national d'art africain, Smithsonův institut, Washington
- 1998: Porto, Centre portugais de photographies, Porto, Portugalsko
- 1999: Le Pays de la Poésie, Centre portugais de photographies, Porto, Portugalsko
- 2002: Lyon, septembre de la photographie
- 2004: Galerie Le Réverbère, Lyon
- 2007: Rétrospective, Musée d'art moderne et contemporain de Strasbourg
- 2007: So Long, Fonds régional d'art contemporain Haute-Normandie, Sotteville-lès-Rouen
- 2010: En passant..., Fabrique du Pont d'Aleyrac à Saint-Pierreville dans l'Ardèche
- 2010: Fonds régional d'art contemporain Haute-Normandie, Sotteville-lès-Rouen, dans le cadre du Festival Normandie Impressionniste 2010
- 2010: Bernard Plossu, 101 éloges du paysage français, Musée des beaux-arts de Carcassonne
- 2010: Galerie Le Réverbère, Lyon
- 2012: Les voyages mexicains, Musée des beaux-arts et d'archéologie de Besançon
- 2012: L’Odeur du buis, Klášter Jumièges, en Seine-Maritime
- 2012: La Montagne blanche, Musée Granet d'Aix-en-Provence
- 2013: Couleurs Plossu, au Pavillon populaire à Montpellier
- 2013: Autoportraits - 1963-2012, Galerie Visconti, 19 rue Visconti, 75006 Paříž
- 2013: Le voyage mexicain, Musée d'art moderne André-Malraux du Havre
- 2014: Couleurs, Pavillon populaire, Montpellier
- 2014: 7. Festival de photographie méditerranéenne Photomed, Sanary-sur-Mer
- 2015: L’Italie de Bernard Plossu, Maison européenne de la photographie, Paříž
- 2015: Le Havre en noir et blanc, Musée d'art moderne André-Malraux du Havre
- 2015: Le voyage mexicain, 1965-1966, Musée départemental d'arts et traditions populaires de Champlitte, en Haute -Saône
- 2015: Voyages en Bourgogne, galerie Bruno Mory, en Saône-et-Loire[7]
- 2016: Western Colors, Les Rencontres d'Arles
- 2017: L’heure immobile - Métaphysique Méditerranéenne, Hôtel des Arts (Toulon)
- 2017: Pais de piedras, Abbaye de Flaran, centre patrimonial départemental, Gers
- 2018: L’heure immobile - Métaphysique Méditerranéenne, Fonds de dotation Le Parvis (Pau)[8]
- 2018: Échappées américaines (Inédits) - Festival Présence(s) photographie, Montélimar, Drôme, du 16 novembre au 2 décembre[9].
- 2020: Fressons et Vintages, tirages exceptionnels et antispectaculaires, galerie Camera Obscura, Paříž.
- 2021: Le Paris en couleur de Bernard Plossu, grilles de l'Hôtel de Ville, Paříž[10]
- 2022: Plossu–Granet: Italia Discreta, Musée Granet, Aix-en-Provence
- 2022: Hyères/Plossu, jardins et îles, La Banque, musée des Cultures et du Paysage, Hyères

### Kolektivní výstavy
- 1975: Bruno Réquillart, Bernard Plossu, Bernard Descamps a Eddie Kuligowski, Národní knihovna, Jean-Claude Lemagny, kurátor. Národní knihovna, Paříž[11]

- 2015: Vision Fresson, Bernard Plossu a Didier Ben Loulou, Romain Gary Cultural Center, Jeruzalém, Izrael[12]
- 2017: Francouzské krajiny - Fotografické dobrodružství (1984-2017) spojující téměř tisíc snímků od 167 fotografů, včetně Raymonda Depardona, Josefa Koudelky, Lewise Baltze, Eliny Brotherus, Roberta Doisneau, Thierryho Girarda, Harryho Gruyaerta, Sophie Ristelhueber, Pierre de Fenoÿl atd. Francouzská národní knihovna, Paříž
- 2021: Fotografie za každou cenu, Francouzská národní knihovna, Paříž[13]
- 2024: Paysage(s) Fresson(s), výstava na poctu Fressonovu procesu, s fotografiemi Bernarda Plossu, Jean-Claude Couvala, Douglase Keatse, Philippa Laplacea, Laure Vasconi a Daniela Zolinského, Musée Nicéphore Niépce, Chalon-sur-Saône[14]
- 2024: Dans la vague, výstava inspirovaná Hokusaïovým emblematickým tiskem Velká vlna, s díly asi dvaceti umělců, včetně Noémie Goudal, Harry Gruyaert, Michaela Kenny, Arno Rafael Minkkinen, Sarah Moon, Martin Parr, Bernard Plossu, Campredon art & obrázek, L'Isle-sur-la-Sorgue

## Publikace
- Pourquoi n'êtes-vous pas hippie ?, ed. La Palatine, Paris, 1970
- Surbanalisme: séquences photographiques, ed. Chêne, Paris, 1972
- Go West, ed. Chêne, Paris, 1976
- Le Voyage mexicain, ed. Contrejour, Biarritz, 1979
- Regards sur les musées de la région du Nord Pas-de-Calais, avec Aude Cordonnier, Pierre Devin et Patrick Roegiers, ed. Centre régional de la photographie du Nord Pas-de-Calais, Douchy-les-Mines, 1987.
- Le Souvenir de la mer, réserve géologique de Haute-Provence, Images en manœuvres éditions, Marseille, 1996 ISBN 2908445166
- Porto, 1998, Centre portugais de photographies, Porto, Portugal
- Le Pays de la Poésie, 1999, Centre portugais de photographies, Porto, Portugal
- Voyages vers l'Italie, 2004, Musée Gassendi, Images en manœuvres éditions, Marseille, 2005 ISBN 2849950475
- Au Nord, Centre régional de la photographie du Nord Pas-de-Calais, Douchy-les-Mines, 2006 ISBN 2904538836
- Rétrospective 1963-2006, par Gilles Mora, ed. des deux terres, Paris, 2006 ISBN 2848930373
- So Long. Vivre l'Ouest américain 1970/1985, ed. Yellow Now, 2007 ISBN 2873402105
- L'Étrange Beauté de la ville d'Hyères, Images en manœuvres éditions, Marseille, 2007 ISBN 9782849950968
- Plossu / La Frontera, ed. Yellow Now, 2007 ISBN 2873402164
- Versant d'Est. Le Jura en regard, textes par Emmanuel Guigon, Cédric Lesec et Yves Ravey, ed. Sekoya, Besançon, 2009 ISBN 9782847510744
- Françoise Nunez + Bernard Plossu = Ensemble, ed. Libel, Lyon, 2010 ISBN 9782917659106
- Far Out! Les années hip: Haight-Ashbury, Big Sur, India, Goa, Médiapop éditions, Mulhouse, 2011 ISBN 9782918932024
- Marc Donnadieu, Couleurs Plossu : séquences photographiques 1956-2013, Malakoff/Montpellier, Hazan, 2013, 144, isbn 978-2-7541-0721-1
- Maroc 1975, (photos Bernard Plossu, texte Abdellah Karroum), ed. Hors'champs, 2014. ISBN 978-2-914164-40-5
- Western Colors, Editions Textuel, Préface de Max Evans & Francis Hodgson, Paris, 2016 ISBN 978-2845975521
- Paris, (textes de Bernard Plossu, Isabelle Huppertová a Brigitte Ollier), Marval, Paříž, 2018 ISBN 978-2-86234-458-4
- Des oiseaux, (texte de Guilhem Lesaffre), ed. Xavier Barral, Des oiseaux, Paris, 2018 ISBN 978-2-36511-189-8
- Tirages Fresson, texte de Bernard Perrine, Paris, ed. Textuel, 2020, ISBN 978-2-84597-842-3
- Hyères/Plossu, (photos Bernard Plossu, textes de Gilles A. Tiberghien et François Carrassan), ed. Filigranes, 2022 ISBN 978-2-35046-588-3
- L'album de travail, Biarritz, Marval-Rue Visconti, 2023 ISBN 9782862344775
- Le voyage mexicain - Jungle Nouvelle édition, Editions Contrejour, 2023 ISBN 979-1090294561
- Bernard Plossu, Album 1961-1986 Editions Marval, 2023, ISBN 978-2862344775
- IN Arles, ARNAUD BIZALION EDITEUR, 2023, ISBN 978-2369801764
- Paris Sixties: Photogrammes de films en 8 / Super 8, Editions Yellow Now, 2024, ISBN 978-2873404994
- Bernard plossu de frison au sahara, Lamaindonne éditeur, 2024, ISBN 978-2492920189
- L'odyssée italienne, Textuel éditeur, 2024, ISBN 978-2845979468

## Filmografie
- 1986: The Fresson Process, Jean Réal, s Bernardem Plossu, Frankem Horvatem, Johnem Bathem, Bernardem Fauconem atd.
- 1998: Sur la voie (Na cestě), Hedi Tahar, s Bernardem Plossu[15]
- 2009: The Mexican Journey, 1965-1966, Bernard Plossu
- 2009: Další mexický výlet, Didier Morin[16]

## Ocenění a vyznamenání
- 1977: Cena Kodak za fotografickou kritiku (2. místo)
- 1988: Grand Prix national de la photographie
- 2021: Novinářská cena Florence and Damien Bachelot Collection, s Guillaume Geneste[13]